# Implosiva velar sonora
La implosiva velar sonora es un tipo de sonido consonántico, utilizado en algunos idiomas hablados. El símbolo en el Alfabeto Fonético Internacional que representa este sonido es ⟨ɠ⟩, y el símbolo X-SAMPA equivalente es g_<. Es familiar para los angloparlantes como el sonido que se produce al imitar el trago de agua.

## Características
Las características de la implosiva velar sonora son:
- Su forma de articulación es oclusiva, lo que significa que se produce obstruyendo el flujo de aire en el tracto vocal. Como la consonante también es oral, sin salida nasal, el flujo de aire está completamente bloqueado y la consonante es una oclusiva.
- Su lugar de articulación es velar, lo que significa que está articulado con el dorso de la lengua en el velo del paladar.
- Su fonación es sonora, lo que significa que las cuerdas vocales vibran durante la articulación.
- Es una consonante oral, lo que significa que se permite que el aire escape solo por la boca.
- Debido a que el sonido no se produce con el flujo de aire sobre la lengua, la dicotomía centro-lateral no se aplica.
- El mecanismo de flujo de aire es implosivo (ingreso glotalico), lo que significa que se produce al aspirar aire bombeando la glotis hacia abajo. Dado que se expresa, la glotis no está completamente cerrada, pero permite que una corriente de aire pulmonar escape a través de ella.

## Ocurrencia
| Idioma            | Idioma            | Palabra   | AFI                     | Significado | Notas                                               |
| ----------------- | ----------------- | --------- | ----------------------- | ----------- | --------------------------------------------------- |
| Af Maay           | Af Maay           | qalang    | [ɠalaŋ]                 | 'lápiz'     | Corresponde a /q/ en el somalí estándar.            |
| Ega               | Ega               | [ɠà]      | [ɠà]                    | 'contar'    |                                                     |
| Fula              |                   |           |                         |             |                                                     |
| Patois de Jamaica | Patois de Jamaica | good      | [ɠuːd]                  | 'bien'      | Alófono de /ɡ/ en el inicio de sílabas prominentes. |
| Sindi             | Sindi             | ڳَئُون g̈aun | [ɠəuːn]ⓘ</img> [ɠəuːn]ⓘ | 'vaca'      |                                                     |
| Tera              | Tera              | qaandi    | [ɠaːndi]                | 'Hola'      |                                                     |
| Zulú              | Zulú              | ukuza     | [uˈɠuːza]               | 'venir'     | Alófono de /k/.                                     |